# Enos (chimpanzé)
Pour les articles homonymes, voir Enos.
Enos est un chimpanzé connu pour être le premier primate non humain à avoir réalisé un vol orbital autour de la Terre le 29 novembre 1961 lors de la mission Mercury-Atlas 5.

## Histoire
Dix mois plus tôt, le 31 janvier 1961, un autre chimpanzé, Ham, était devenu le premier hominidé à être allé dans l'espace et sept mois plus tôt, le 12 avril 1961, le russe Youri Gagarine était le premier Humain envoyé dans l'espace pour un vol orbital.
Il meurt le 4 novembre 1962 d'une dysenterie due à une shigellose, résistante aux antibiotiques disponibles à cette époque.

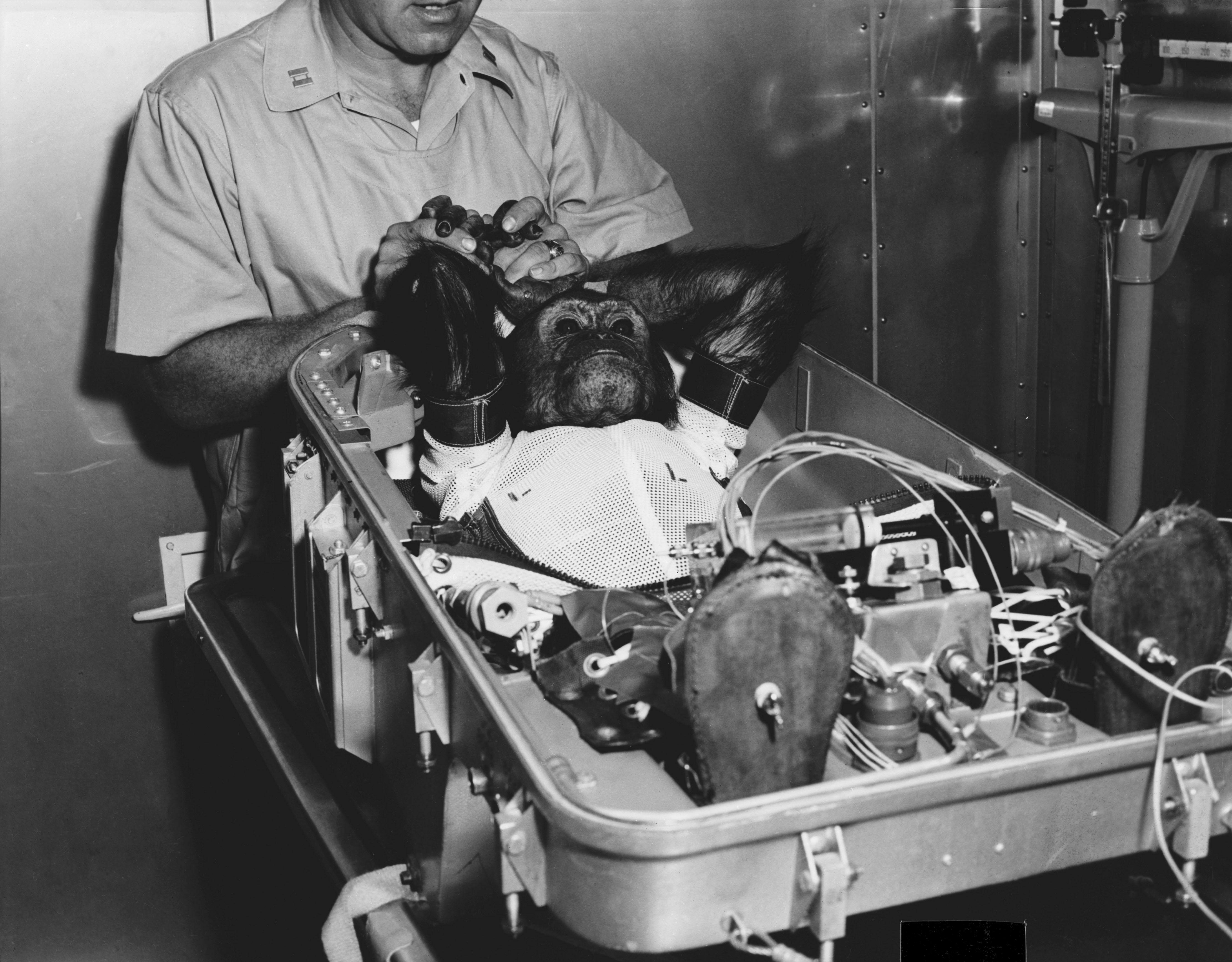
Enos en train d'être préparé avant son insertion dans la capsule Mercury-Atlas 5 le 29 novembre 1961.